# Józef Gąsienica-Bryjak
Józef Gąsienica-Bryjak (* 17. Juli 1937 in Zakopane; † April 2002 ebenda) war ein polnischer Skisportler.

## Werdegang
Als Vertreter des Sportvereins AZS Zakopane erzielte Gąsienica-Bryjak sowohl in der Nordischen Kombination als auch im Skispringen nationale Erfolge. So wurde er bereits im Juniorenbereich zweimaliger polnischer Meister. 1959 feierte er dann seinen ersten Erfolg bei den Senioren, als er polnischer Meister in der Nordischen Kombination wurde. Nur ein Jahr später wurde er in Zakopane von der Średnia Krokiew polnischer Meister im Skispringen. Diesen Titel konnte er im Februar 1961 in Wisła auf der Malinka-Sprungschanze verteidigen. 
Seinen größten internationalen Erfolg feierte er 1961, als er die Gesamtwertung der Beskiden-Tour vor Hugo Fuchs und Władysław Tajner gewinnen konnte. Der zweite Platz in Wisła war dabei sein größter Erfolg bei einem internationalen Wettbewerb im Skispringen.
1962 nahm Gąsienica-Bryjak an den Nordischen Skiweltmeisterschaften im heimischen Zakopane teil. Beim Skisprungwettbewerb von der Mittelschanze  belegte er den 36. Platz. Damit war er der schlechteste der teilnehmenden Polen, weshalb er für den Wettbewerb von der Normalschanze (K-90) nicht nominiert wurde.
Er beendete seine Karriere nach dem Gewinn der Bronzemedaille bei den Polnischen Meisterschaften im Skispringen 1962 mit nur 24 Jahren.